# Vouvopótamos
Vouvopótamos är en ort i Grekland.   Den ligger i prefekturen Nomós Prevézis och regionen Epirus, i den västra delen av landet, 300 km nordväst om huvudstaden Aten. Vouvopótamos ligger 352 meter över havet och antalet invånare är 524.
Terrängen runt Vouvopótamos är varierad. Runt Vouvopótamos är det ganska glesbefolkat, med 34 invånare per kvadratkilometer. Närmaste större samhälle är Kanaláki, 8,5 km söder om Vouvopótamos. == Kommentarer ==
1. ↑  Framräknat ur variansen i alla höjduppgifter (DEM 3") från Viewfinder Panoramas, inom 10 km radie.[2] Mer om algoritmen finns här: Användare:Lsjbot/Algoritmer.